# La Joya, Chiapas
La Joya är en ort i Mexiko.   Den ligger i kommunen Tapachula och delstaten Chiapas, i den sydöstra delen av landet, 900 km sydost om huvudstaden Mexico City. La Joya ligger 114 meter över havet och antalet invånare är 683.
Terrängen runt La Joya är lite kuperad. Runt La Joya är det ganska tätbefolkat, med 239 invånare per kvadratkilometer. Närmaste större samhälle är Tapachula, 4,4 km norr om La Joya. Trakten runt La Joya består till största delen av jordbruksmark.